# رشید اسماعیلی
رشید اسماعیلی (۱۳۶۱ مهر۱۸—۲۸ مرداد ۱۳۹۲) روزنامه‌نگار، فعال دانشجویی و عضو شورای سیاست‌گذاری سازمان دانش‌آموختگان ایران اسلامی (ادوار تحکیم وحدت) و از نویسندگان روز آنلاین و شهروند امروز بود. او در سال ۱۳۸۵ به حکم کمیته انضباطی دانشگاه علامه طباطبایی از تحصیل محروم شد. همچنین مدتی را نیز در بازداشت به سر برد.

## زندگی
رشید اسماعیلی در سال ۱۳۶۱ زاده شد. او دانشجوی کارشناسی ارشد حقوق بشر دانشگاه علامه طباطبایی بود اما در سال ۱۳۸۵ به حکم کمیته انضباطی دانشگاه علامه از تحصیل محروم شد. رشید اسماعیلی جزو نویسندگان روز آنلاین و نیز عضو شورای سیاست گذاری سازمان دانش‌آموختگان ایران اسلامی (ادوار تحکیم وحدت) بود.
همچنین با نشریاتی مانند شهروند امروز همکاری می‌کرد.
او در انتخابات ریاست جمهوری دهم در سال ۱۳۸۸ از حامیان مهدی کروبی و عضو ستاد شهروند آزاد بود و در دی ماه ۸۸ پس از احضار به اداره اطلاعات اصفهان دستگیر و بیش از دو ماه (۷۰ روز) در بازداشت به سر برد، که پس از آزادی با قرار وثیقه، به یک سال و شش ماه حبس تعلیقی به مدت سه سال محکوم شد.
او بار دیگر در ۱۸ شهریور ۱۳۹۱ توسط اطلاعات سپاه اصفهان بازداشت شد و دو ماه در سلول انفرادی در بند الف سپاه در زندان دستگرد اصفهان نگه داشته شد. به گفتهٔ مادرش، از ملاقات‌های خانواده و بازجویی‌های وی فیلم‌برداری شده‌است.
نوشته‌های او در انتخابات ریاست جمهوری یازدهم عمدتاً حول پرهیز از رادیکالیسم و افراطی‌گری و دعوت به مشی اصلاح‌طلبی میانه‌روانه و درونزا بود.
وی در این انتخابات از نامزدی حسن روحانی حمایت کرد. همچنین از فعالان بر علیه تحریم‌ها علیه ایران بود.

## مرگ
رشید اسماعیلی در بعد از ظهر دوشنبه ۲۸ مرداد ۱۳۹۲ در خانه‌اش در اصفهان در گذشت.
سید محمد خاتمی رئیس‌جمهور اسبق، محمدرضا عارف معاون اول خاتمی و نامزد یازدهمین انتخابات ریاست جمهوری، خانوادهٔ مهدی کروبی،
عبدالله نوری وزیر اسبق کشور، فضل‌الله صلواتی و گروهی از فعالان دانشجویی و مدنی درگذشت او را رسماً تسلیت گفتند.
همچنین تعدادی از زندانیان سیاسی پیام‌های تسلیتی برای وی فرستادند.
علت مرگ او تاکنون اعلام نشده‌است.